# Ceryx fatana
Ceryx fatana är en fjärilsart som beskrevs av Embrik Strand 1917. Ceryx fatana ingår i släktet Ceryx och familjen björnspinnare. Inga underarter finns listade i Catalogue of Life.